# نورمان أندرسون
نورمان أندرسون (بالإنجليزية: Norman Anderson)‏ هو منافس ألعاب قوى أمريكي، ولد في 17 مارس 1902، وتوفي في 7 مارس 1978.

## وصلات خارجية
- نورمان أندرسون على موقع أوليمبيديا (الإنجليزية)